# Philippe de La Cotardière
Philippe de La Cotardière, né le 11 avril 1949 à Bourg-en-Bresse, écrivain et journaliste scientifique, s'est spécialisé dans les domaines de l'astronomie et de l'espace, et porte un intérêt tout particulier à l'histoire des sciences,.

## Biographie
En 1966, à l'âge de 17 ans et déjà membre de la Société astronomique de France, Philippe de La Cotardière crée dans l'Ain le premier noyau de l'Association astronomique de l’Ain (AAA) avec six autres astronomes amateurs. En 1975, l'association se dote d'un terrain sur la crête du Revermont (600 mètres d'altitude) pour y établir un observatoire. Les membres de l'AAA bâtissent ensemble la salle de réunion, le télescope Newton de 310 mm, et la coupole qui l'abrite.
En 1978, il est à l'origine, avec Albert Ducrocq et Jean-Paul Trachier, du magazine Espace et Civilisation. De 1998 à 2003, il est l'animateur du Festival d'astronomie en Dévoluy.
Collaborateur des éditions Larousse de 1976 à 2009 (secrétaire général de la Rédaction des dictionnaires et encyclopédies puis conseiller éditorial pour les sciences et techniques), il a écrit ou dirigé de nombreux ouvrages de vulgarisation.

### Autres fonctions
- Président de la Société astronomique de France de 1987 à 1993[4]
- Fondateur et président d’honneur de l'Association astronomique de l’Ain (AAA)[3]

### Décoration
- 2006 :  Chevalier de l'ordre des Arts et des Lettres

## Publications

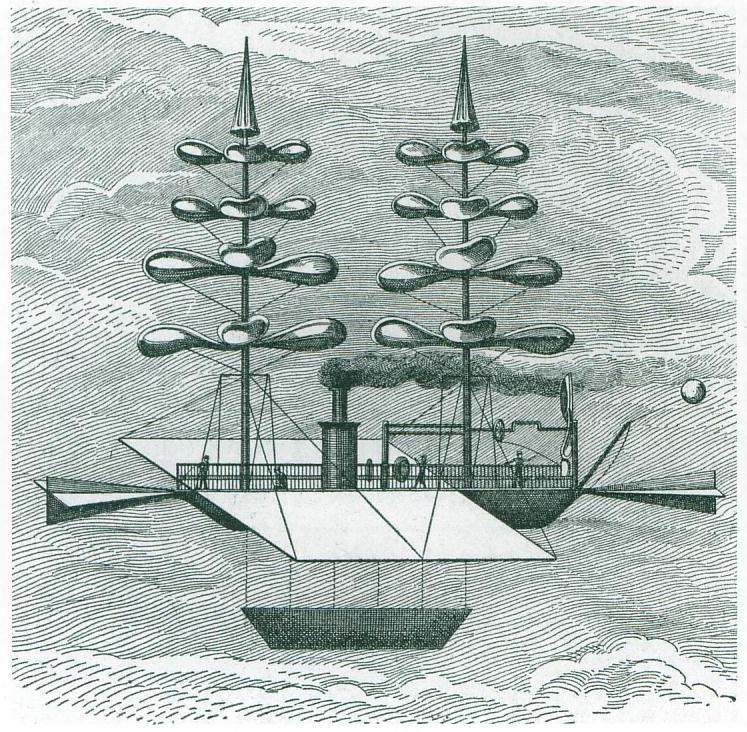
Hélicoptère propulsé par un moteur à vapeur.
Dessin de Gabriel de La Landelle pour son livre Aviation, ou Navigation aérienne (sans ballons) (1863), repris dans Jules Verne : De la science à l'imaginaire.

- La Découverte du cosmos par l'astronomie, l'astrophysique et l'astronautique  (préf. Jean-Claude Pecker), Paris, Eyrolles, coll. « Pour mieux connaître », 1975, 96 p.
- Guide Explo De L'astronomie, Paris, Hachette, 1979, 187 p. (ISBN 978-2-01-004878-4)
- Philippe de La Cotardière (dir.), Roger-Maurice Bonnet, Pierre Bourge et al., Astronomie, Paris, Larousse, 1981, 320 p. (ISBN 2-03-505201-7 et 9782035052018, OCLC 8729689)
- Un soleil et neuf planètes, Paris, Nathan, coll. « Monde en Poche », 1983, 71 p. (ISBN 978-2-09-204531-2) ; rééd. 1988, 1991
- L'univers : Énigmes Et Découvertes, Paris, Larousse, 1984, 155 p. (ISBN 978-2-03-505101-1)
- Le Ciel et l'Univers, Paris, Nathan, coll. « Nouvelle Encyclopédie Nathan », 1984, 190 p.
- Philippe de La Cotardière et Anny-Chantal Levasseur-Regourd, Halley, Le Roman des Comètes, Paris, Denoël, coll. « Documents Actualité », 1985, 289 p. (ISBN 978-2-207-23160-9)
- Philippe de La Cotardière, Guide De L'astronomie D'amateur, Paris, Hachette, coll. « Echos », 1987, 235 p. (ISBN 978-2-01-012194-4, OCLC 416914624)
- Philippe de La Cotardière (dir.), Astronomie, Paris, Larousse, coll. « Essentiels », 1989, 544 p. (ISBN 2-03-740037-3 et 978-2-037-40037-4)
- Dictionnaire de l'astronomie, Paris, Larousse, coll. « Références, sciences », 1991, 412 p. (ISBN 978-2-03-720019-6 et 978-2-037-20238-1) ; réed. 1996
- Philippe de La Cotardière et Jean-Pierre Penot, Dictionnaire de l'espace, Paris, Larousse, coll. « Références, sciences », 1993, 379 p. (ISBN 978-2-03-749005-4)
- Guide du ciel : Planètes, étoiles, nébuleuses, Paris, Éditions Bordas, coll. « Multiguides astronomie », 1997, 256 p. (ISBN 978-2-04-727259-6 et 978-2-035-60380-7) ; rééd. 1999, 2004
- Le Monde Du Temps, Paris, Circonflexe, coll. « Aux couleurs du monde », 1997, 32 p. (ISBN 978-2-87833-185-1 et 978-2-878-33637-5)
- Philippe de La Cotardière et Anny-Chantal Levasseur-Regourd, Les comètes et les astéroïdes, Paris, Points, coll. « Points Sciences », 1997, 256 p. (ISBN 978-2-02-025411-3)
- L'éclipse de Soleil du 11 août 1999, Paris, Éditions Bordas, coll. « Multiguides astronomie », 1999, 64 p. (ISBN 978-2-04-027255-5)
- Guide du ciel : Planètes, étoiles, nébuleuses, Paris, Éditions Bordas, coll. « Multiguides astronomie », 1999, 256 p. (ISBN 978-2-04-727259-6 et 978-2-035-60380-7)
- Philippe de La Cotardière (dir.) et Roger Ferlet (dir.), Le grand livre du ciel : Comprendre l'astronomie du XXIe siècle, Paris, Éditions Bordas, 1999, 478 p. (ISBN 978-2-04-027238-8 et 978-2-035-60434-7) ; rééd. 2004, sous le titre Larousse du Ciel
- Philippe de La Cotardière et Jean-Pierre Penot, Dictionnaire de l'astronomie et de l'espace, Paris, Larousse, coll. « Les référents », 1999, 526 p. (ISBN 2-03-720332-2)[6]
- Observer Les Éclipses De Soleil Et De Lune, Paris, Éditions Bordas, coll. « Multiguides astronomie », 2000, 64 p. (ISBN 978-2-04-760022-1)
- Camille Flammarion, Paris, Flammarion, coll. « Grandes Biographies », 2001, 375 p. (ISBN 978-2-08-066629-1)
- Guide de l'astronomie en France, Paris, Belin, coll. « Guides savants », 2003, 493 p. (ISBN 978-2-7011-2323-3)
- Philippe de La Cotardière (dir.), Jean-Paul Dekiss, Michel Crozon, Gabriel Gohau et Alexandre Tarrieu (préf. Michel Serres), Jules Verne : De la science à l'imaginaire, Paris, Larousse, 2004, 191 p. (ISBN 2-03-505435-4 et 978-2-035-05435-7)
- Philippe de La Cotardière (dir.), Histoire des sciences : De l'antiquité à nos jours, Paris, Éditions Tallandier, coll. « Approches », 2004, 659 p. (ISBN 978-2-84734-052-5 et 978-2-847-34974-0) ; rééd. 2012[7] et 2022[8].
- Cosmologie à l'usage du piéton : Un voyage dans les mystères de l'Univers, Paris, Éditions de l'Archipel, 2009, 280 p. (ISBN 978-2-8098-0207-8)

## Prix et récompenses
- 1978 : Prix des Dames de la Société astronomique de France
- 1997 : Lauréat du prix de l'information scientifique et technique de l'Académie des sciences et du ministère de la Recherche
- 2005 : Prix Roberval grand public avec Jean-Paul Dekiss, Michel Crozon, Gabriel Gohau et Alexandre Tarrieu pour l'ouvrage Jules Verne : De la science à l'imaginaire[9]
- 2007 : Bressan d'honneur de l'Académie de la Bresse